# Novo Dia
Novo Dia é o quarto álbum de estúdio da banda de rock cristão Rebanhão, lançado em setembro de 1988 pela gravadora PolyGram, com produção musical do músico Paulo Debétio. Junto a Semeador e Pé na Estrada, foram os únicos discos da banda que não foram remasterizados e lançados em CD.
Lançado em setembro de 1988, durante um show no Canecão, o projeto marca o amadurecimento musical da banda. Foi um de seus trabalhos mais notáveis, considerado por muitos como um dos clássicos do rock cristão nacional. A maioria dos vocais no disco são do vocalista e guitarrista Carlinhos Felix, embora Pedro Braconnot tenha assinado algumas faixas e Marotta cante em "Entre eu e Você". Pela primeira e única vez na banda, o grupo gravou uma versão, "Jesus é Amor", tradução de "Jesus is Love", escrita por Lionel Richie.
Em 2015, foi considerado, por vários historiadores, músicos e jornalistas, como o 30º maior álbum da música cristã brasileira, em uma publicação dirigida pelo portal Super Gospel. Em 2019, foi eleito o 35º melhor álbum da década de 1980 em lista publicada pelo mesmo veiculo.

## Antecedentes
Semeador, lançado em 1986, ficou caracterizado como um projeto de transição, sobretudo pelas mudanças de formação. Como um quarteto consolidado, o Rebanhão lidava com uma agenda significativa e exposição inédita além do segmento evangélico. Mas a banda também lidou com perdas: o fundador e ex-vocalista Janires morreu num acidente automobilístico em janeiro de 1988, o que impactou os integrantes do grupo. Dando continuidade ao contrato com o selo Evangélico da PolyGram, a banda entrou em estúdio naquele ano para a produção de Novo Dia.

## Gravação
O álbum foi gravado em 1988 com produção musical de Paulo Debétio, músico e compositor que assinou a produção de vários discos da época de artistas do cenário da MPB, do samba e do sertanejo. Uma das influências do produtor foi a gravação da versão "Jesus é Amor", canção de Lionel Richie que foi versionada por Paulinho Rezende. Além disso, o Rebanhão também resolveu regravar "Nele Você Pode Confiar", da banda Comunidade S8 e gravar "Primeiro Amor", de Aurélio Rocha. O restante do álbum é autoral.
O projeto foi dedicado em homenagem a Janires e também ao compositor Sérgio Pimenta, da banda Vencedores por Cristo, que morreu de câncer. Pimenta escreveu "Viajar", gravada pelo Rebanhão no álbum anterior.

## Lançamento e recepção
| Críticas profissionais | Críticas profissionais |
| Avaliações da crítica  | Avaliações da crítica  |
| Fonte                  | Avaliação              |
| ---------------------- | ---------------------- |
| O Propagador           | [ 11 ]                 |
| Super Gospel           | [ 7 ]                  |

Novo Dia foi lançado em 13 de setembro de 1988 pela gravadora PolyGram, com show no Canecão, com lotação máxima do público. A apresentação se tornou um marco inédito na história do segmento evangélico. "Jesus é Amor" recebeu uma versão em videoclipe, que se tornou o primeiro clipe da banda e um dos primeiros do cenário cristão.
O álbum também recebeu avaliações favoráveis da crítica. O guia discográfico do O Propagador atribuiu uma cotação de 4,5 estrelas de 5, com o argumento de que "'Razão' é o claro exemplo de que o grupo poderia sobreviver sem Janires tendo Pedro Braconnot como compositor". Em texto para o Super Gospel, Tiago Abreu afirmou que "um álbum que contém canções como 'Primeiro Amor', 'Razão' e 'Nele Você Pode Confiar' nada mais pode ser considerado abaixo de clássico. Certamente, um dos melhores álbuns cristãos nacionais da década de 1980".
Algumas faixas do disco foram relançadas na coletânea Grandes Momentos, lançada em 1994 pela Warner Music Brasil. Anos depois, a música "Primeiro Amor" foi regravada por vários artistas, como o próprio vocalista Carlinhos Felix em carreira solo, e Aline Barros. "Nele Você Pode Confiar" recebeu cover de Paulo César Baruk e Lito Atalaia.

## Faixas
A seguir lista-se as faixas, compositores e durações de cada canção de Novo Dia, segundo o encarte do disco.
| Lado A |                                |                                      |                 |         |  |
| N.º    | Título                         | Compositor(es)                       | Vocais          | Duração |  |
| 1.     | "Jesus é Amor" (Jesus is love) | Lionel Richie / Vs. Paulinho Rezende | Carlinhos Felix | 4:39    |  |
| 2.     | "Firme os Pés"                 | Lucas Ribeiro                        | Carlinhos Felix | 4:07    |  |
| 3.     | "Você Precisa de Deus"         | Carlinhos Felix                      | Carlinhos Felix | 3:57    |  |
| 4.     | "Entre eu e Você"              | Carlinhos Felix e Lucas Ribeiro      | Paulo Marotta   | 2:58    |  |
| 5.     | "Contemplar"                   | Pedro Braconnot                      | Pedro Braconnot | 2:54    |  |

| Lado B |                          |                     |                 |         |  |
| N.º    | Título                   | Compositor(es)      | Vocais          | Duração |  |
| 1.     | "Novo Dia"               | Carlinhos Felix     | Carlinhos Felix | 3:26    |  |
| 2.     | "Razão"                  | Pedro Braconnot     | Pedro Braconnot | 3:20    |  |
| 3.     | "Primeiro Amor"          | Aurélio Rocha       | Carlinhos Felix | 5:10    |  |
| 4.     | "Nada Mais a Temer"      | Pedro Braconnot     | Pedro Braconnot | 3:12    |  |
| 5.     | "Nele Você Pode Confiar" | Ricardo Costa Neves | Carlinhos Felix | 3:33    |  |

## Ficha técnica
A seguir estão listados os músicos e técnicos envolvidos na produção de Novo Dia:
Banda
- Carlinhos Felix - vocal, guitarra, violão, auxiliar de gravação
- Pedro Braconnot - vocal, teclado, piano, sintetizadores
- Paulo Marotta - vocal, baixo
- Fernando Augusto - bateria

Músicos convidados
- Barney - percussão
- Zé Nogueira - sax soprano em "Você Precisa de Deus"
- Ion Muniz - sax soprano e flauta em "Nada Mais a Temer" e "Nele Você Pode Confiar"
- Carla - vocal de apoio
- Branca - vocal de apoio
- Jussara - vocal de apoio
- Jurema - vocal de apoio

Equipe técnica
- Paulo Debétio - produção musical
- Túlio César Teixeira - coordenação musical, arranjo e regência em "Jesus É Amor"
- Maria Helena - coordenação de produção
- Zani Silva - direção executiva
- Ary Carvalhaes - técnico de gravação
- João Moreira - técnico de gravação
- Jairo Gualberto - técnico de gravação
- Luiz Cláudio Coutinho - técnico de gravação
- João Moreira - mixagem
- Charles - auxiliar de gravação
- Barroso - auxiliar de gravação
- Carlos Adriano - montagem
- José Antônio - corte

## Reconhecimento
| Publicação   | Reconhecimento                                 | Ano  | Posição |
| ------------ | ---------------------------------------------- | ---- | ------- |
| Super Gospel | 100 maiores álbuns da música cristã brasileira | 2015 | 30      |
| Super Gospel | 100 melhores álbuns dos anos 1980              | 2019 | 35      |